# جوکو ویدودو
جوکو ویدودو (انگلیسی: Joko Widodo؛ زادهٔ ۲۱ ژوئن ۱۹۶۱) یک سیاست‌مدار اهل اندونزی است. او به عنوان هفتمین رئیس‌جمهور اندونزی از ۲۰ اکتبر ۲۰۱۴ تا ۲۰۲۴ به مدت ده سال در این مقام بود. او در اندونزی به جوکوی مشهور است. جوکو ویدودو سابقاً شهردار سوراکارتا بوده است